# René Castro Salazar
René Francisco Castro Salazar (San Luis, Estados Unidos, 25 de agosto de 1957) es un ingeniero civil costarricense y político del Partido Liberación Nacional, que ha ocupado varios cargos públicos. Fue ministro de Ambiente, Energía y Telecomunicaciones hasta mayo de 2014.

## Trayectoria
Es hijo de René Castro Hernández y Giselle Salazar Jirón. Desde el 12 de agosto de 1981 se encuentra casado con Sarah Cordero Pinchansky y tienen dos hijos, Raquel y René.
Es ingeniero civil de la Universidad de Costa Rica. Obtuvo su doctorado y maestría en la Universidad de Harvard. Sus estudios de posgrado se concentraron en diseño, economía ambiental y recursos naturales.

## Carrera política
Castro Salazar ha ocupado numerosos cargos políticos. Desde el 8 de mayo de 2010 hasta el 31 de julio de 2011 fungió como ministro de relaciones exteriores. A patir del primero de agosto de 2011 fue reemplazado en el cargo por Enrique Castillo, quien fungía como embajador ante la Organización de los Estados Americanos (OEA). Castro se ha desempeñado como ministro de Ambiente y Energía, Viceministro de Gobernación, Director Nacional de Transportes, Presidente del Consejo Municipal de San José. Ha ocupado diversos cargos directivos en organismos costarricenses y fue jefe de las delegaciones de Costa Rica a las convenciones de Biodiversidad, Cambio Climático y Ozono.

### Dirigente estudiantil
Fue elegido presidente de la Federación de Estudiantes de la Universidad de Costa Rica en 1978, derrotando a una coalición de grupos de la izquierda costarricense.

### Regidor y Presidente Municipal de San José
Fue elegido regidor por el Partido Liberación Nacional, a los 25 años fue nombrado presidente de la Municipalidad de San José, dentro de sus propuestas estuvo la creación del sereno o policía municipal.

### Viceministro de Gobernación
En 1984 fue designado viceministro de gobernación y policía. Se inició la modernización de la guardia rural incluyendo un régimen de mutualidad y protección, y se organizó la Comisión Nacional para la lucha contra el tráfico de drogas ilegales.

### Ministro de Ambiente y Energía (1994-1998)
Designado como ministro de Recursos Naturales, Energía y Minas, lideró la promulgación de la Ley Orgánica del Ambiente que transformó al ministerio de MIRENEM a MINAE, otras leyes importantes aprobados son la ley forestal, la reforma al artículo 50 de la Constitución Política para incluir el derecho a un ambiente sano como garantía constitucional y la ratificación de las convenciones globales de diversidad biológica y de cambio climático.
Costa Rica lideró junto con Brasil y otros países miembros del grupo llamado G77+China la inclusión del mecanismo para el desarrollo limpio en el Protocolo de Kioto, ese mecanismo promovía el traslado de recursos de los países desarrollados a los otros. El principal logro fue consolidar el pago de servicios forestales. Este mecanismo basado en un impuesto a los combustibles fósiles ha permitido a Costa Rica pasar de un 8% de tasa de deforestación anual (una de las más altas del mundo), a volver a crecer en su cobertura forestal en términos netos. El país pasó de un 21% del territorio con cobertura forestal a principios de los 80s a un 52.3% para el 2013.
Otro fuente de ingresos fueron las ventas de títulos de CO2. Costa Rica y Noruega realizaron la primera transacción mundial, al tranzar 200,000 tons de CO2 por $2 millones de dólares.
Se eliminó el uso del plomo en los combustibles según datos del hospital de Niños dañaba a niños pequeños y pudo comprobarse que para 1997, el nivel del plomo en la sangre de los niños costarricenses descendió a niveles por debajo de la normativa de la Organización Mundial de la Salud. Se inició la disminución del contenido de azufre en el diésel y se adoptó la norma centroamericana de 500 partes por millón.

### Jefe de Campaña Laura Chinchilla (2009-2010)
Fue designado jefe de la precandidatura de la entonces vicepresidenta Laura Chinchilla y luego de ganar las elecciones primarias del PLN, fue nombrado como jefe de campaña para las elecciones del 2010.  Por primera vez, la campaña presidencial usó en forma intensa las redes sociales combinado con la estructura tradicional de los partidos políticos.

### Ministro de Relaciones Exteriores
Durante la administración de la presidenta Laura Chinchilla (2010-2014), se le designa como ministro de Relaciones Exteriores y Culto (Canciller). 
Durante su gestión, se abrieron embajadas e hicieron visitas oficiales a Catar y en la India. Se volvieron a abrir representaciones diplomáticas en países como Bolivia, Jamaica y Paraguay que habían dejado de operar. Se lideró la estrategia de defensa de la soberanía costarricense, como pacífica y desarmada y usando sólo los instrumentos del derecho internacional como la OEA, La Corte Internacional de Justicia y el Consejo de Seguridad de las Naciones Unidas. Como etapas consecutivas y en alzada.
Castro fue convocado por la Fracción Legislativa del Partido Acción Ciudadana, quienes lo increparon por supuestamente haber realizado algunos nombramientos en el servicio exterior, supuestamente basados en criterios políticos y no en idoneidad profesional. El entonces Canciller rindió cuentas por más de cuatro horas en la Asamblea Legislativa, donde aclaró y respondió a todas las preguntas planteadas por los legisladores de todas las fracciones políticas representadas.  y su participación completa en el ACTA N.º 36 del jueves 30 de junio de 2011. El 19 de diciembre de 2011, la Procuraduría de la Ética remitió el informe AEP-AR-009-2011 a la Cancillería de la República, en el cual no se señaló responsabilidad alguna del Canciller Castro sobre dichos nombramientos. 

#### Invasión militar del Ejército de Nicaragua a Isla Calero
El 21 de octubre de 2010, el Ejército de Nicaragua invadió el territorio costarricense de Isla Calero, un islote ubicado en el extremo noreste del país, iniciando un nuevo capítulo del conflicto entre Costa Rica y Nicaragua La gestión de Castro al frente del conflicto ha sido defendida y criticada. Según algunos críticos, la política de apaciguamiento seguida por Castro Salazar provocó una conducta agresiva del presidente de Nicaragua, quien ordenó tomar militarmente el territorio en disputa. Castro respondió en reiteradas ocasiones a dichas críticas en diversos medios de comunicación nacional.
Bajo la dirección del Canciller Castro, se conformó un equipo de especialistas en derecho internacional que denunció la invasión de Nicaragua ante la Corte Internacional de Justicia con sede en La Haya, obteniéndose un triunfo diplomático en noviembre del 2013 al dictar dicha corte medidas cautelares al país agresor, ordenando la salida de los civiles y militares que se encontraban ocupando ilegalmente la zona en un plazo no mayor a dos semanas.

### Ministro de Ambiente y Energía (2011-2014)
A partir del 1 de agosto de 2011, Castro se desempeña como ministro de Ambiente, Energía y Telecomunicaciones, cargo que ya ejerció durante la administración Figueres Olsen (1994-1998). En su desempeño de ese cargo, así como en otras actividades profesionales, Castro ha promovido el pago de servicios ambientales en Costa Rica y realizó la primera transacción de CO2 en el mundo. Fue negociador de las reconversiones de deuda de España y Canadá con Costa Rica y ha asesorado a varios otros países en sus respectivas negociaciones.
Bajo su gestión, se impulsaron reformas para trasladar el sector de telecomunicaciones al Ministerio de Ciencia y Tecnología y para ampliar la responsabilidad del MINAE en las  políticas azules. Se estableció el vice ministerio de aguas y mares y se promovió la expansión de las responsabilidades del MINAE en mares a toda la biodiversidad no-comercial. Se expandieron las áreas marinas protegidas y se continuó el crecimiento de la cobertura forestal a un 52.3% para principios del 2011.
Se recibió reconocimiento del Protocolo de Montreal por proteger la capa de ozono y ser el primer país de su región en eliminar el uso del bromuro de metilo para rosas, fresas y flores.
El contenido de azufre en el diésel se bajó de 500 partes por millón a 50 ppm y estableció 15 ppm para el 2014.

## Trayectoria académica
Después de más de 15 años de trabajar en el Instituto Centroamericano de Administración de Empresas (INCAE), alcanzó el grado académico de “full Professor” en el año 2009. Ha escrito como autor o coautor en cuatro libros destinados a la academia, en áreas como la evaluación de proyectos, medio ambiente y desarrollo sostenible. Ha participado como coautor en publicaciones de las universidades de Yale y Oxford sobre cambio climático y bienes públicos globales.
Ha sido profesor invitado y conferencista en las universidades de Harvard, Yale y Columbia en los Estados Unidos, en el Politécnico de Valencia, La Universidad de Zaragoza en España; el Instituto Tecnológico de Zúrich (ETH) en Suiza; el London School of Economics, en Inglaterra y en UN University en Tokio, Japón, así como en otros centros académicos de Asia. Ha dictado clases periódicamente en las escuelas e instituciones de ingeniería de Centroamérica organizadas en la Red de REDICA desde el 2003.

## Carrera profesional
Ha sido consultor internacional del BID, del Banco Mundial, de la ONU. Ha trabajado en la mayoría de los países latinoamericanos, en Estados Unidos, Canadá, España, Suiza, Macedonia, Albania, Montenegro y Serbia.
Ha brindado asesoría directa a los gobiernos de México, Argentina, Sur África, El Salvador, Ecuador, Perú, Paraguay,  Macedonia, Croacia y Montenegro principalmente en temas relacionados con cambio climático y desarrollo sostenible.